# Lagrange (Hautes-Pyrénées)
Lagrange település Franciaországban, Hautes-Pyrénées megyében. Lakosainak száma 255 fő (2022. január 1.). Lagrange Houeydets, Campistrous, Capvern és Lutilhous községekkel határos.

## Népesség
A település népességének változása:
| Lakosok száma | 230  | 227  | 232  | 227  | 230  | 234  | 241  | 248  | 255  |
|               | 2013 | 2015 | 2016 | 2017 | 2018 | 2019 | 2020 | 2021 | 2022 |